# Thiazine
Thiazine is een heterocyclische organische verbinding met als brutoformule C4H5NS. Thiazinederivaten worden gebruikt als kleurstoffen en insecticiden.